# Rohrbach Metallflugzeugbau
La Rohrbach Metallflugzeugbau GmbH fu un'azienda aeronautica tedesca con sede a Berlino.
Fondata nel 1922 su iniziativa dell'imprenditore Adolf Rohrbach, fu tra le aziende che riuscirono tra notevoli difficoltà, a resistere alla dilagante crisi economica che colpì la Repubblica di Weimar, designazione attribuita alla Germania tra la fine della prima guerra mondiale e l'ascesa del Nazionalsocialismo.
L'azienda, il cui modello più prodotto fu il Rohrbach Ro VIII Roland I, venne chiusa nell'aprile del 1934, assorbita dalla Weser-Flugzeugbau GmbH.